# Juan Calatayud
Juan Jesús Calatayud Sánchez (Antequera, 21 dicembre 1979) è un ex calciatore spagnolo, di ruolo portiere.

## Palmarès

### Club

#### Competizioni nazionali
- Campionato ungherese: 1

Videoton: 2014-2015